# یواس‌اس الگورما (ای‌تی‌ای-۲۱۲)
یواس‌اس الگورما (ای‌تی‌ای-۲۱۲) (به انگلیسی: USS Algorma (ATA-212)) یک کشتی بود که طول آن ۱۴۳ فوت (۴۴ متر) بود. این کشتی در سال ۱۹۴۵ ساخته شد.